# Sušobreg
Sušobreg – wieś w Chorwacji, w żupanii krapińsko-zagorskiej, w gminie Konjščina. W 2011 roku liczyła 222 mieszkańców.